# Timothy Hunter
Timothy Hunter (spesso noto anche solo come Tim Hunter) è un personaggio dei fumetti appartenente all'universo DC Comics. Egli è un giovane mago che ha fatto la sua prima apparizione nella miniserie di quattro numeri The Books of Magic (1990-91), scritta da Neil Gaiman con i disegni di John Bolton.

## Biografia del personaggio
In questa storia, un gruppo di quattro maghi dell'universo DC Comics — John Constantine, lo Straniero Fantasma, Mister E e Dottor Occult (la Trenchcoat Brigade) — contattano il giovane Hunter e gli comunicano che ha il potenziale per diventare il più grande mago del mondo. In un'atmosfera simile a quella di Canto di Natale, viene portato in viaggio verso le parti mistiche dell'Universo DC passato (dallo Straniero Fanstasma), presente (da Constantine) e futuro (Uno dei possibili da Mister E) e gli viene inoltre mostrato il mondo delle fate (dal Dottor Occult) insieme ad altri luoghi come The Dreaming.
Dopo il viaggio e dopo essere stato quasi ucciso da Mister E (il quale considera Tim una minaccia troppo grande),Tim Hunter deve decidere se rimanere un ragazzo normale o seguire il sentiero della magia. Dopo averci riflettuto sceglie la prima opzione, ma poi ritratta immediatamente la scelta. In realtà, senza rendersene conto, Tim prese già la decisione di apprendere la magia quando accettò all'inizio della storia di seguire il Dottor Occult, per vedere cosa essa gli avrebbe riservato, sancendo così il suo cammino sull'apprendimento della magia. 
La miniserie originale è stata raccolta in volumi brossurati nel 1993. Tim Hunter è apparso successivamente in: Arcana: The Books of Magic nel 1993 (parte della serie cross-over della Vertigo "The Children's Crusade" in cui Tim Hunter appare poi una seconda volta), la serie regolare The Books of Magic, composta da 75 numeri dal maggio del 1994 all'agosto del 2000, più tre annuali a partire dal 1997; la mini-serie di due numeri Hellblazer / The Books of Magic (dicembre 1997 - gennaio 1998); la miniserie Names of Magic, che ha condotto alla serie Hunter: The Age of Magic. La serie Books of Magick: Life During Wartime – composta da 15 numeri (da settembre 2004 a ottobre 2005) – è anch'essa una storia riguardante un Tim Hunter più vecchio,  ma non è radicata nella continuity dei volumi precedenti.
Un'altra raccolta brossurata in cui compare Tim Hunter è The Books of Magic: The Summoning (1996).

## Somiglianze con Harry Potter
Sono evidenti alcune somiglianze tra Timothy Hunter — un teenager inglese che indossa gli occhiali con problemi familiari che possiede una civetta magica come animale — e il più famoso (ma creato in seguito) Harry Potter dei romanzi della Rowling. È stato riportato che Gaiman ha asserito che qualsiasi somiglianza tra i due è superficiale e riflette per lo più il fatto che entrambi sono stati costruiti su archetipi comuni.

## Curiosità
Timothy Hunter ha il volto del fratello più grande di Bolton in giovane età.